# IC 1414
IC 1414 ist eine kompakte Linsenförmige Galaxie vom Hubble-Typ S0 im Sternbild Pegasus am Nordsternhimmel. Sie ist schätzungsweise 383 Millionen Lichtjahre von der Milchstraße entfernt und hat einen Durchmesser von etwa 55.000 Lichtjahren.
Das Objekt wurde am 25. Oktober 1891 von Rudolf Spitaler entdeckt.